# 受胎告知 (カラヴァッジョ)
『受胎告知』（じゅたいこくち、仏: L'Annonciation、英: The Annunciation）は、17世紀イタリア・バロック期の巨匠ミケランジェロ・メリージ・ダ・カラヴァッジョがキャンバス上に油彩で制作した絵画である。画家がナンシー首座司教聖堂のための祭壇画として1608年ごろにマルタ島で描いたと考えられ、画家による最後の祭壇画となっている。現在、ナンシー美術館に所蔵されている。

## 歴史
この絵画は1948年以来、カラヴァッジョの作品と考えられるようになった。同年、1645年に作成されたナンシーの首座司教聖堂の目録に「アンリ2世公爵により寄贈された、有名な画家ミシェランジュ (ミケランジェロ) による大きな受胎告知の絵画」という記載があることが発見されたからである。首座司教聖堂の建設は1607年に始められ、1609年に受胎告知に献堂された。アンリ2世 (ロレーヌ公) は1608年に即位したので、本作はそれ以降に着手され、聖堂の献堂式に間に合うように制作されたことは間違いない。
アンリ2世は1606年にマントヴァ公ヴィンチェンツォ1世・ゴンザーガの娘マルゲリータと結婚していたが、ヴィンチェンツォ1世はカラヴァッジョの『聖母の死』 (ルーヴル美術館、パリ) を所有していた人物である。また、マルゲリータの兄フェルディナンドは枢機卿としてローマにおり、殺人を犯したカラヴァッジョのためにローマ教皇の恩赦を得るべく努力していた。このような経緯で、アンリ2世はカラヴァッジョに本作を依頼したと思われる。アンリ2世の庶子シャルル・ド・ブリは騎士になるためにマルタ島に滞在していたが、1608年7月後半にアンリ2世の弟フランソワ・ド・ロレーヌがマルタを訪問した。フランソワがこの時に本作をナンシーに持ち帰った可能性が大きい。

## 作品
『新約聖書』中の「ルカによる福音書」 (1章26-38) によれば、ナザレのマリアの前に大天使ガブリエルが現れて、「おめでとう。恵まれた方。あなたは神の恵みにより、男の子を産みます。その子をイエスと名付けなさい」と告げる。マリアは大工のヨセフと結婚していたが、性的関係を持っていなかった。そのため、このお告げに戸惑ったが、聖霊の力で子が宿ったことを知ると、「お言葉どおり、この身になりますように」と答え、その事実を受け入れた。この主題が絵画に表される時は通常、純潔を示す白いユリの花、聖霊の化身であるハト、聖母マリアの書見台などが描かれる。

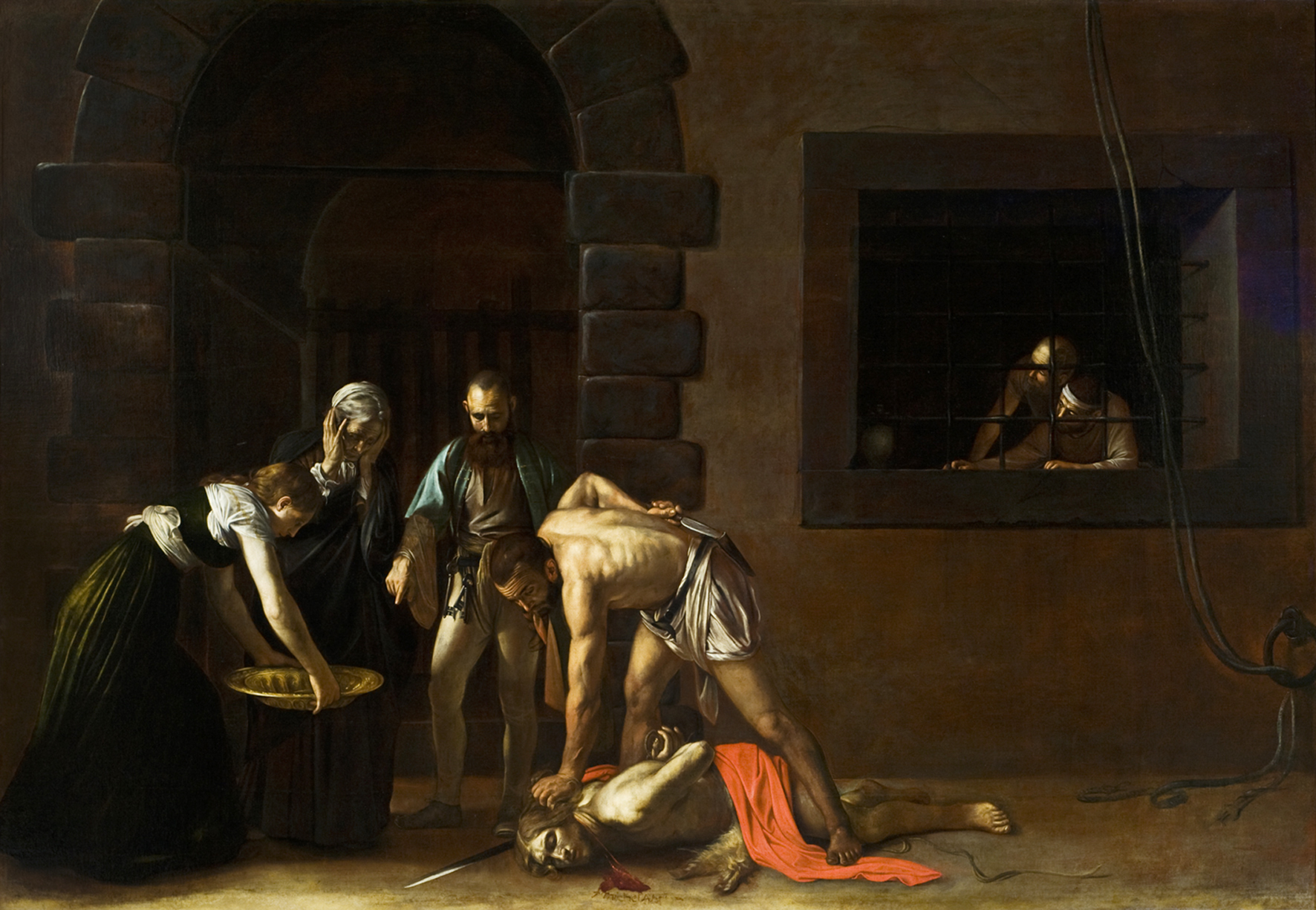
カラヴァッジョ『洗礼者聖ヨハネの斬首』 (1608年)、聖ヨハネ准司教座聖堂、ヴァレッタ (マルタ)

カラヴァッジョは、聖書に忠実に神のお告げを謙虚に受け入れる聖母を中心に描いている。前景にある白い布は、幼子イエス・キリストの将来の受難後の埋葬を暗示する。一方、画面右端に簡素な椅子が描かれていることにより、当時の鑑賞者は聖書に記述されている聖母の質素な家に自身を投影することができた。さらに、現実の空間から画面内にやってきたような天使は、鑑賞者と絵画を隔てる境界を除去してしまっているように見える。
本作の保存状態はよくなく、絵具の層が削り取られてしまっているため、描きなおされたり、聖母の頬など後に補われた部分も少なくない。また、数少ない筆致で描くのはこの時期のカラヴァッジョの特徴であるが、本作の場合は文字通り制作を急いだのであろう。それでも、ヴァレッタ (マルタ) にある聖ヨハネ准司教座聖堂所蔵の『洗礼者聖ヨハネの斬首』との類似は顕著なようである。本作の天使と『洗礼者聖ヨハネの斬首』のサロメの腕を伸ばしたポーズ、聖母とサロメの横顔、聖母のマントに見られる青緑の色彩、室内や牢の中庭といった背景の設定などの共通した要素が指摘できる。